# Орден Молодого дракона-громовержца
Орден молодого дракона-громовержца (англ. Order of Druk Jong Thuksey) — награда Королевства Бутан. Учреждён в 1967 году королём Бутана Джигме Дорджи Вангчуком.